# Dendrophthoe
Dendrophthoe är ett släkte av tvåhjärtbladiga växter. Dendrophthoe ingår i familjen Loranthaceae.

## Dottertaxa tillDendrophthoe, i alfabetisk ordning[1]
- Dendrophthoe acacioides
- Dendrophthoe clementis
- Dendrophthoe constricta
- Dendrophthoe curvata
- Dendrophthoe falcata
- Dendrophthoe flosculosa
- Dendrophthoe gangliiformis
- Dendrophthoe gjellerupii
- Dendrophthoe glabrescens
- Dendrophthoe hallieri
- Dendrophthoe homoplastica
- Dendrophthoe incarnata
- Dendrophthoe kerrii
- Dendrophthoe lanosa
- Dendrophthoe ligulata
- Dendrophthoe locellata
- Dendrophthoe lonchiphylla
- Dendrophthoe longituba
- Dendrophthoe mearnsii
- Dendrophthoe memecylifolia
- Dendrophthoe neilgherrensis
- Dendrophthoe odontocalyx
- Dendrophthoe pauciflora
- Dendrophthoe pentandra
- Dendrophthoe pentapetala
- Dendrophthoe praelonga
- Dendrophthoe quadrifida
- Dendrophthoe sarcophylla
- Dendrophthoe suborbicularis
- Dendrophthoe timorana
- Dendrophthoe trichanthera
- Dendrophthoe trigona
- Dendrophthoe vitellina